# Maria Helena Pader
Maria Helena Pader y Terry (Rio de Janeiro, 14 marzo 1947) è un'attrice e doppiatrice brasiliana.

## Biografia
Attrice prevalentemente di telenovelas, alta e particolarmente magra, ha dato il meglio delle sue capacità interpretative nella caratterizzazione di figure femminili loquaci: lavoratrici energiche (come la caposala Mary in Agua Viva) oppure donne antipatiche (Zuleika in Destini, Julia in O Rei do Gado).
Maria Helena Pader è attiva però soprattutto come doppiatrice, una delle più note nel suo Paese. È la voce brasiliana di Glenn Close, Anjelica Huston e altre attrici di Hollywood solitamente impiegate in ruoli negativi. Nel 2005 è stata candidata al Premio Yamato come doppiatrice di Marianne Jean-Baptiste nella serie tv Senza traccia.  Ha svolto doppiaggio anche in molti cartoni e film d'animazione.

## Filmografia parziale

### Telenovelas
- Agua Viva (1980)
- Destini (Baila Comigo, 1981)
- Doppio imbroglio (Cambalacho, 1986)
- O Rei do Gado (1995)
- Em família (2014)

### Film
- Oi Laura, Oi Luís (1988)
- Mulheres no Poder (2016)